# Lissosculpta alecto
Lissosculpta alecto är en stekelart som först beskrevs av Morley 1915.  Lissosculpta alecto ingår i släktet Lissosculpta och familjen brokparasitsteklar. Inga underarter finns listade i Catalogue of Life.